# Lusttjärnet
Lusttjärnet är en sjö i Arvika kommun i Värmland och ingår i Göta älvs huvudavrinningsområde. Sjöns area är 0,014 kvadratkilometer och den befinner sig 230 meter över havet.